# Piz de Cressim
Der Piz de Cressim, auch Piz de Roggione genannt, ist ein 2575 m ü. M. hoher Grenzgipfel und gehört zu den Lepontinischen Alpen.

## Lage
Der Piz de Cressim liegt an der Grenze zwischen Italien und der Schweiz. Auf seiner Westseite befinden sich das Val Cama (Schweiz) und auf der Ostseite das Valle Bodengo (Italien).
Der Berggipfel liegt auf dem Gebiet der Gemeinde Lostallo, im Kreis Misox im italienischsprachigen Teil des Kantons Graubünden. Der höchste Dreitausender in der Nähe ist der Piz Corbet/Pizzo Sevino mit 3025 m ü. M.. Der Piz de Cressim ist aufgrund seines Panoramas im südlichen Misox bekannt. Beim Gipfel kommen die drei Täler Val Cama, Val d’Arbola und das italienische Val Bodengo zusammen.

## Routen
An der Aufstiegsroute von Cama durch das Val di Cama liegt beim Camasee (Lagh de Cama) auf 1265 m ü. M. die in den Monaten Juli und August geöffnete und bewirtschaftete Berghütte Capanna Miralago.
Von den Hütten am Camasee kann der Gipfel in rund 4 Stunden erreicht werden. Der Aufstieg ist zum Teil weglos und erfordert Vertrautheit mit exponiertem Gelände und ein gutes Orientierungsvermögen. Mit einem Schwierigkeitsgrad von T4–T5 gemäss SAC-Wanderskala ist er nur für erfahrene Berggänger zu empfehlen. Der Piz Cresim ist als abgelegener Kletterberg bekannt.